# Sadek Hadjerès
Sadek Hadjerès est un militant politique algérien, né le 13 septembre 1928 à Larbaâ Nath Irathen et mort le 3 novembre 2022 à Paris 16e.
Il est fondateur du Parti communiste algérien (PCA) et un des acteurs du mouvement national algérien, médecin de profession. Engagé pour l'indépendance de son pays, puis contre les régimes autoritaires qui ont succédé à la colonisation française, il passe près de 30 ans de sa vie dans la clandestinité.

## Biographie

### Avant la guerre d'indépendance
Fils d'instituteur, Sadek Hadjerès est né le 13 septembre 1928 à Larbaâ Nath Irathen, en Kabylie. Il va à l'école primaire de Berrouaghia et Larba Nath Irathen, et à l'école secondaire dans les collèges de  Médéaet Blida puis au lycée de  Ben Aknoun. À cette époque, il est un dirigeant des Scouts musulmans algériens dans la Mitidja de 1943 à 1946 et ensuite un militant du Parti du peuple algérien (PPA) à partir de 1944.
De 1946 à 1953, il est étudiant en médecine à l'université d'Alger. En 1948, il devient responsable de la section universitaire du Mouvement pour le triomphe des libertés démocratiques (MTLD) qui succède au PPA.
En 1949, Sadek Hadjerès, avec Mabrouk Belhocine et Yahia Henine, rédigent et publient une brochure intitulée L’Algérie libre vivra et signée collectivement « Idir El Watani », dans laquelle ils présentent la vision d’une nation multiculturelle. La direction du MTLD y voit une « manipulation berbériste et anti-arabiste ». Selon des sources, il démissionne du MTLD, selon d'autres sources, il en est exclu,,,.
Après avoir été membre pendant plusieurs années de l'Association des étudiants musulmans nord-africains (AEMAN), il en devient le président en 1950.
En 1951, Il rejoint le Parti communiste algérien. Il devient membre du comité central en 1951, puis entre au bureau politique en 1952. Trois ans plus tard, il est élu conseiller général à El Harrach. En 1953 et 1954 il est directeur de la revue Progrès et conseiller général du Parti pour les régions El Harrach et Mitidja Est, année où commence la guerre.

### Durant la guerre d'indépendance
Le PCA, entré dans la lutte armée avant d'être interdit en 1955, crée son aile armée, l'organisation des Combattants de la libération (CDL). Sadek Hadjerès, condamné par contumace à vingt ans de travaux forcés pour « association de malfaiteurs et atteinte à la sûreté extérieure de l’Etat » par un tribunal français, co-dirige les CDL avec Bachir Hadj Ali . Il coopère avec les militants du Front de libération national (FLN), le mouvement nationaliste, mais sans en faire partie.
Il s'implique dans l'organisation de l'opération qui permettra au militant du PCA Henri Maillot, le 4 avril 1956, de détourner un camion d'armes et de munitions. Avec son ami communiste Bachir Hadj Ali, fort de cet apport en armes, il négocie en juillet 1956 avec les représentants du FLN à Alger (Benyoucef Benkhedda et Abane Ramdane), l'intégration des troupes communistes des CDL dans les rangs de l'Armée de libération nationale (ALN), tout en maintenant le statut du PCA,. Il continue alors à se battre au sein du parti jusqu'à l'indépendance de l'Algérie.

### Après l'indépendance
Après l'indépendance en 1962, Hadjerès est membre du secrétariat du Parti communiste algérien. En octobre 1962, le nouveau président Ahmed Ben Bella interdit le Parti, qui entre dans la clandestinité. Sadek Hadjerès est désigné comme le coordinateur du Parti communiste. Pendant la Charte d'Alger de 1964, il tente de faire avancer les idées du parti. De 1963 à 1965, il est chercheur en médecine.
Après le coup d'État de Houari Boumédiène qui évince Ahmed Ben Bella en 1965, il rentre dans la clandestinité pendant 24 ans. Il est membre de l'Organisation de résistance populaire (ORP), créée par Mohamed Harbi et Hocine Zahouane, deux leaders de l'aile gauche du FLN s'opposant à Boumediène. Hadjerès rejoint l'ORP tandis que d'autres dirigeants communistes comme Henri Alleg et Larbi Bouhali partent en exil. Avec ces départs l'ORP se trouve affaiblie. L'année suivante Hadjerès participe à la fondation du Parti de l'avant-garde socialiste (PAGS), dont il devient le secrétaire général.
En 1976, lors du débat sur la Charte nationale, Hadjerès dirige clandestinement le PAGS en s'exprimant par le biais des organisations de masses du parti FLN tels que l'Union nationale de la jeunesse algérienne (UNJA). Ce fut l'apogée des activités politiques du parti communiste et de l'influence sur les affaires de l'État en Algérie.
Avec l'arrivée au pouvoir de Chadli Bendjedid et l'introduction progressive d'une politique libérale en matière économique, une lente libéralisation et l'introduction de l'article 120 dans les statuts du Parti FLN qui oblige toute personne exerçant des responsabilités dans une organisation de masse qui lui est liée à être un militant structuré de ce parti, Sadek Hadjerès et son parti le PAGS commencent à se heurter de plus en plus avec le gouvernement et le FLN. Le FLN cherche un nouveau soutien au sein des courants islamistes. Le PAGS est de plus en plus clandestin et en 1986 vote sa propre dissolution en raison de conflits internes. Hadjerès va alors participer aux congrès et conférences de l'Est du Parti communiste européen, parfois simultanément avec la délégation FLN, mettant le FLN dans une position inconfortable avec ses partenaires socialistes du bloc de l'Est.
Hadjerès entre complètement dans le cadre juridique en 1989 avec le début du multipartisme en Algérie et le PAGS est légalisé. Sa rentrée sur la scène politique algérienne a cependant lieu à un moment où le mur de Berlin tombe, et ses convictions communistes sont secouées par la naissance d'une nouvelle ère. Le PAGS est dans ce contexte sévèrement défait aux élections de 1990 et 1991 par le Front islamique du salut. Hadjerès quitte la direction du parti après le congrès du PAGS en 1990 puis décide de se retirer de la politique en 1991 alors que la nouvelle direction défend une ligne "éradicatrice" avec laquelle il est en désaccord. L'année suivante, en 1992, plusieurs communistes sont assassinés par les islamistes algériens, puis jusqu'en 1994.
Lorsque le gouvernement annule, avec le soutien de l'armée, les élections législatives de décembre 1991, il demande sans succès le soutien de Hadjerès, qui est malgré tout condamné à mort par plusieurs organisations para-militaires islamistes (MIA, Front islamique du djihad armé, GIA, etc.).
Le parti PAGS cesse toute activité en 1992 et, poussé par la violence des années 1990, Hadjerès quitte l'Algérie et s'installe en France où il entame une carrière de professeur associé et chercheur en géopolitique avec le Centre de recherches et d'analyses géopolitiques (CRAG) de l'université Paris-VIII. Il publie plusieurs articles dans la revue Hérodote et dans la presse algérienne et internationale, ainsi que des livres sur l'évolution des mouvements algériens, à commencer par la crise du PPA de 1949.
En 2007, le PAGS revient sur la scène politique sous le nom Mouvement démocratique et social (MDS). Il remporte un siège aux élections législatives algériennes de 2007. Sadek Hadjerès continue d'être un personnage très influent pour les communistes algériens et les membres du MDS bien qu'il ne participe plus officiellement à des activités politiques. Il apporte son soutien au mouvement protestataire du Hirak, en 2019-2020, dont il loue le pacifisme : « La qualité de ce mouvement, cette obstination à ne pas franchir le pas de la violence, c’est quelque chose d’extraordinaire », disait-il.
Il meurt le 3 novembre 2022 à Paris.

## Famille
Durant les années 1980, Saddek Hadjeres fait la rencontre d'Aliki Papadomichelaki, celle qui va devenir son épouse, une grecque militante du PAGS et économiste à Sonatrach de profession. Elle témoigne : « à partir de 1985, nous avons uni nos vies. Nous avons entamé un voyage commun, aussi bien pour nous deux que pour les peuples grec et algérien. Il était non seulement un mari attentionné, mais aussi une personnalité d’une grande profondeur comme très peu de gens que j'ai eu à connaître. La première chose que je retiens de lui est son esprit profondément démocratique, ce qui est très rare à notre époque. ».

## Ouvrages
- Quand une nation s'éveille, mémoires, Tome 1 - 1928/1949, Alger, INAS Éditions, 2014[8]

## Source
- Le Soir d'Algérie, Sadek Hadjerès (biographie détaillée et interview de Sadek Hadjerès), 2 juin 2007